# Motomiya
Motomiya (Japans: 本宮市, Motomiya-shi) is een stad in de prefectuur Fukushima op het eiland Honshu, Japan. Deze stad heeft een oppervlakte van 87,94 km² en telt begin 2008 bijna 32.000 inwoners.

## Geschiedenis
Motomiya werd een stad (shi) op 1 januari 2007 na samenvoeging van de gemeente Motomiya (本宮町, Motomiya-machi) en het dorp Shirasawa (白沢村, Shirasawa-mura).

## Verkeer
Motomiya ligt aan de Tohoku-hoofdlijn van de East Japan Railway Company. De Tohoku-shinkansen komt wel door Motomiya, maar heeft daar geen treinstation.
Motomiya ligt aan de Tohoku-autosnelweg en aan autoweg 4.

## Aangrenzende steden
- Koriyama
- Nihonmatsu

## Geboren in Motomiya
- Yasuko Hashimoto (橋本康子, Hashimoto Yasuko), atlete (langeafstandsloopster)